# Summer World University Games 2025/Rhythmische Sportgymnastik
Bei den Summer World University Games 2025 wurden 8 Wettkämpfe in der Rhythmischen Sportgymnastik ausgetragen.

## Bilanz

### Medaillenspiegel
| Platz  | Land                           | 00 | 00 | 00 | Gesamt |
| ------ | ------------------------------ | -- | -- | -- | ------ |
| 1      | Individuelle Neutrale Athleten | 2  | 2  | 1  | 5      |
| 2      | Usbekistan                     | 2  | 2  | –  | 4      |
| 3      | Aserbaidschan                  | 2  | 1  | –  | 3      |
| 4      | Ukraine                        | 1  | 2  | –  | 3      |
| 5      | Deutschland                    | 1  | 1  | 1  | 3      |
| 6      | Ungarn                         | –  | –  | 2  | 2      |
| 7      | Japan                          | –  | –  | 1  | 1      |
| 7      | Kasachstan                     | –  | –  | 1  | 1      |
| 7      | Südkorea                       | –  | –  | 1  | 1      |
| 7      | Chinesisch Taipeh              | –  | –  | 1  | 1      |
| Gesamt | Gesamt                         | 8  | 8  | 8  | 24     |

### Medaillengewinner
| Disziplin                 | Gold | Silber | Bronze                                                                                      |
| ------------------------- | --- | --- | ------------------------------------------------------------------------------------------- |
| Einzel Mehrkampf          | Alina Harnasko | Takhmina Ikromova                                                                                                 | Fanni Pigniczki                                                                             |
| Einzel Reifen             | Takhmina Ikromova                                                                                                 | Anastasia Simakova                                                                                                | Fanni Pigniczki                                                                             |
| Einzel Ball               | Margarita Kolosov                                                                                                 | Alina Harnasko | Anastasia Simakova                                                                          |
| Einzel Keulen             | Alina Harnasko | Takhmina Ikromova                                                                                                 | Nastassja Salas                                                                             |
| Einzel Band               | Takhmina Ikromova                                                                                                 | Alina Harnasko | Aibota Yertaikyzy                                                                           |
| Gruppe Mehrkampf          | AserbaidschanYelyzaveta Luzan Darya Sorokina Kamilla Aliyeva Laman Alimuradova Gullu Aghalarzade                  | UkraineWalerija Pantscheko Kateryna Hratschowa Emilija Lawrynez Danijela Tschebatarowa Marta Borys Bohdana Melnyk | JapanAiri Higashi Miu Omachi Noa Futatsugi Hana Kumasaka Nonoka Murakuni Rika Nakamura      |
| Gruppe 5 Bänder           | AserbaidschanYelyzaveta Luzan Darya Sorokina Kamilla Aliyeva Laman Alimuradova Gullu Aghalarzade                  | UkraineWalerija Pantscheko Kateryna Hratschowa Emilija Lawrynez Danijela Tschebatarowa Marta Borys Bohdana Melnyk | SüdkoreaPark Dog-yeong Kim Joo-won Kim Min Lee So-yoon Lee So-yun Ko Ye-jin                 |
| Gruppe 3 Bälle & 2 Reifen | UkraineWalerija Pantscheko Kateryna Hratschowa Emilija Lawrynez Danijela Tschebatarowa Marta Borys Bohdana Melnyk | AserbaidschanYelyzaveta Luzan Darya Sorokina Kamilla Aliyeva Laman Alimuradova Gullu Aghalarzade                  | Chinesisch TaipehHuang Yun-jen Chen Yung-chi Ju Jie-chi Pan Yu-kuan Lu Pei-chi Chuang Yi-an |

## Ergebnisse

### Einzel Mehrkampf
| Platz | Land | Athletin           | Punkte  |
| ----- | ---- | ------------------ | ------- |
| 1     | AIN  | Alina Harnasko     | 114,850 |
| 2     | UZB  | Takhmina Ikromova  | 112,700 |
| 3     | HUN  | Fanni Pigniczki    | 108,850 |
| 4     | GER  | Anastasia Simakova | 106,900 |
| 5     | KAZ  | Aibota Yertaikyzy  | 195,750 |
| 6     | AIN  | Anastasiia Salos   | 103,700 |
| 7     | ITA  | Sofia Maffeis      | 103,700 |
| 8     | JPN  | Mirano Kita        | 103,350 |

Finale: 18. Juli 2025